# Jersey City
Jersey City è una città di 291 657 abitanti, capoluogo della contea di Hudson, nello Stato del New Jersey. Seconda città dello Stato per popolazione dopo Newark, rientra nell'area metropolitana di New York, ed è un importante polo commerciale ed industriale grazie al grande porto di ingresso per il traffico merci che si trova parzialmente sul proprio territorio, primo per tonnellaggio negli Stati Uniti. 
Situata su una penisola sulla riva ovest del fiume Hudson, di fronte alla città di New York, fa parte dell'area metropolitana di quest'ultima. Attraverso la metropolitana PATH e l'Holland Tunnel la città è direttamente collegata al distretto di Manhattan.

## Geografia fisica

### Territorio
Secondo l'Ufficio del censimento degli Stati Uniti d'America, Jersey City si estende superficie totale di 54,596 km², di cui 38,316 km² di terra e 16,281 km² di (29,82%) acque.
Jersey City è delimitato a est dal fiume Hudson, a nord con Secaucus, North Bergen, Union City e Hoboken, verso ovest attraverso la Hackensack da Kearny e Newark, e sud da Bayonne. Viene inoltre considerata come il "Sixth borough" di New York per la sua vicinanza ad essa e alla possibilità di raggiungerla con i trasporti pubblici urbani.

### Clima
Il clima in quest'area è caratterizzato da estati calde e umide e da inverni miti o freddi.
Secondo il Köppen Climate Classification system Jersey City ha un clima subtropicale umido.

## Storia
Negli anni venti del 1600 Michael Reyniersz Pauw fu incaricato dalla Compagnia olandese delle Indie occidentali di realizzare un nuovo insediamento. Nel 1630 egli acquistò dagli indigeni un territorio sulla sponda occidentale del fiume Hudson, ma a causa della sua poco accurata gestione, tre anni dopo, fu costretto a rivenderlo alla Compagnia. Furono costruite alcune abitazioni, ma le relazioni con gli indiani Lenape peggiorarono e presto vi furono alcuni scontri violenti. Il primo villaggio vero e proprio, che prese il nome di Bergen, si formò solamente nel 1660 nel luogo dell'attuale Bergen Square. Dopo la rivoluzione americana l'area fu interessata da un notevole sviluppo, patrocinato e finanziato da alcuni illustri cittadini newyorkesi tra cui Alexander Hamilton, e nel giro di breve tempo si formò l'attuale Jersey City.
La città venne ufficialmente incorporata il 28 gennaio 1820. Jersey City divenne un importante porto e un vitale centro manifatturiero e, come la vicina New York, divenne la meta di molti immigrati tedeschi, italiani ed irlandesi. Data la sua posizione fu scelta da molte compagnie ferroviarie come capolinea delle linee che giungevano a New York. L'espansione della rete ferroviaria lungo la costa, la crescente industrializzazione e la costante presenza di lavoratori nelle fabbriche durante gli anni della guerra civile americana fecero sì che la popolazione e l'economia di Jersey City crescessero a tal punto che i cittadini della città e dei suoi dintorni votarono per fondersi in un agglomerato urbano più grande. Così Jersey City inglobò il villaggio di Bergen e Hudson City, quest'ultima diventata indipendente nel 1855. Tre anni più tardi anche Greenville si unì al nuovo agglomerato dando così alla città i suoi confini attuali.
A partire dalla metà del '800 Jersey City era molto conosciuta per le sue stazioni ferroviarie, dalle quali transitava un gran numero di merci e passeggeri e per le innumerevoli chiatte e traghetti che attraversavano la Baia di New York trasportando generi alimentari, carbone, manufatti e passeggeri verso New York. La città era inoltre nota per le industrie che producevano articoli per la casa. Alcune di queste erano: American Can, Emerson Radio, Lorillard tobaccos, Colgate soaps and toothpaste e Dixon Ticonderoga pencils. La presenza di un gran numero di industrie e di lavoratori provenienti da molte parti del mondo trasformò Jersey City in un melting pot di nazionalità diverse non esente da tensioni tra le varie etnie le quali non si placarono così velocemente come sperarono i sostenitori dell'americanizzazione. Nel 1916 un grande deposito di armi destinate agli Alleati venne fatto saltare da alcuni sabotatori tedeschi, l'esplosione, udita a chilometri di distanza, oltre ad innumerevoli danni, face anche sette vittime. Nel 1917 fu eletto sindaco Frank Hague che rimase in carica per ben sette mandati consecutivi ovvero fino al 1947. Criticato per essere un consumato boss della burocrazia, fu anche acclamato come un leader che amministrò una città pulita e creò uno dei più rinomati complessi ospedalieri del mondo: il Medical Center di Jersey City.

Negli anni successivi alla seconda guerra mondiale la città subì grandi cambiamenti a causa dello spostamento della popolazione dalla zona urbana verso i sobborghi, del collasso del sistema ferroviario indipendente e della chiusura di molte fabbriche. Verso la fine degli anni '60 e l'inizio degli anni '70 il declino economico della città sembrava irreversibile e molti abitanti si immaginavano il futuro di Jersey City poco radioso. Con loro sorpresa però la città rivisse un nuovo periodo di sviluppo economico a partire dalla metà degli anni '70. La riva occidentale del fiume Hudson che, una volta affollata di cantieri ferroviari, si presentava in stato di abbandono, ma rappresentava una interessante zona per nuovi investimenti. La zona conobbe nuova vita fino a diventare alla metà degli anni '80 una proverbiale "Golden Coast" grazie alla presenza di molti esercizi commerciali come ristoranti e negozi ed alla costruzione di nuovi quartieri residenziali.

Galleria
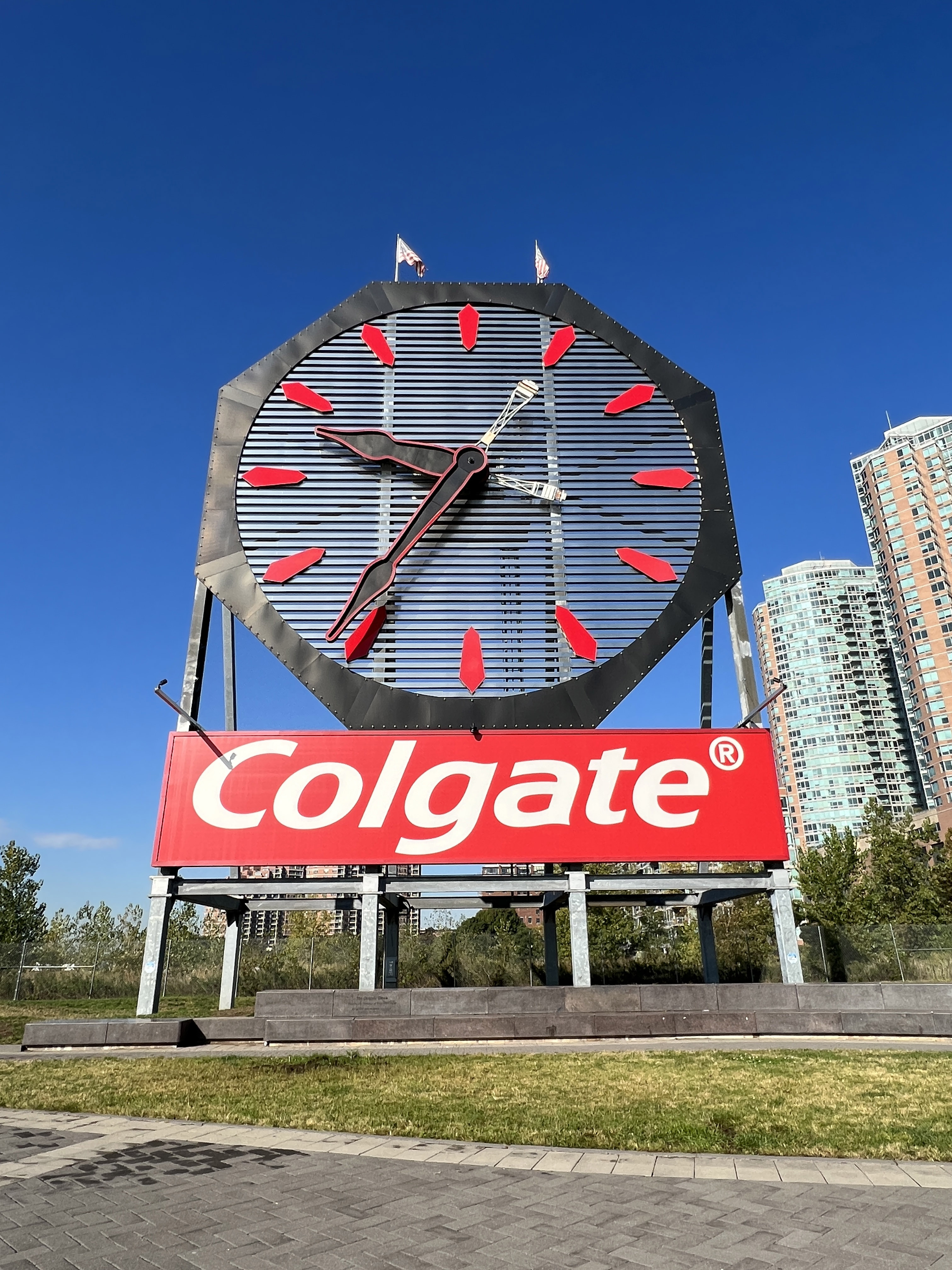
Il grande Colgate Clock, orologio un tempo posto sopra il quartier generale dell'azienda Colgate-Palmolive nella stessa città.
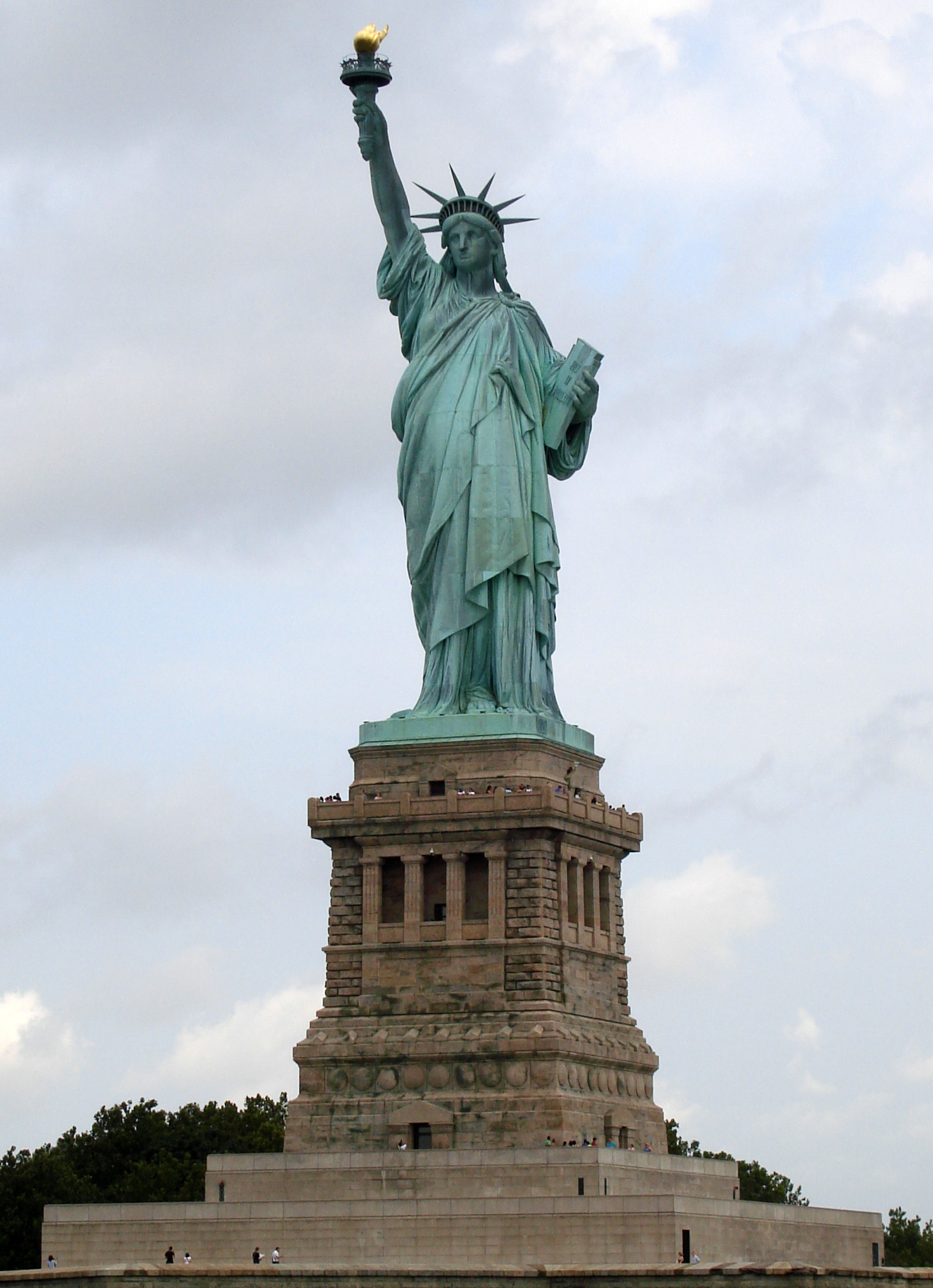
La Statua della Libertà e Liberty Island, appartenenti al territorio di Jersey City.
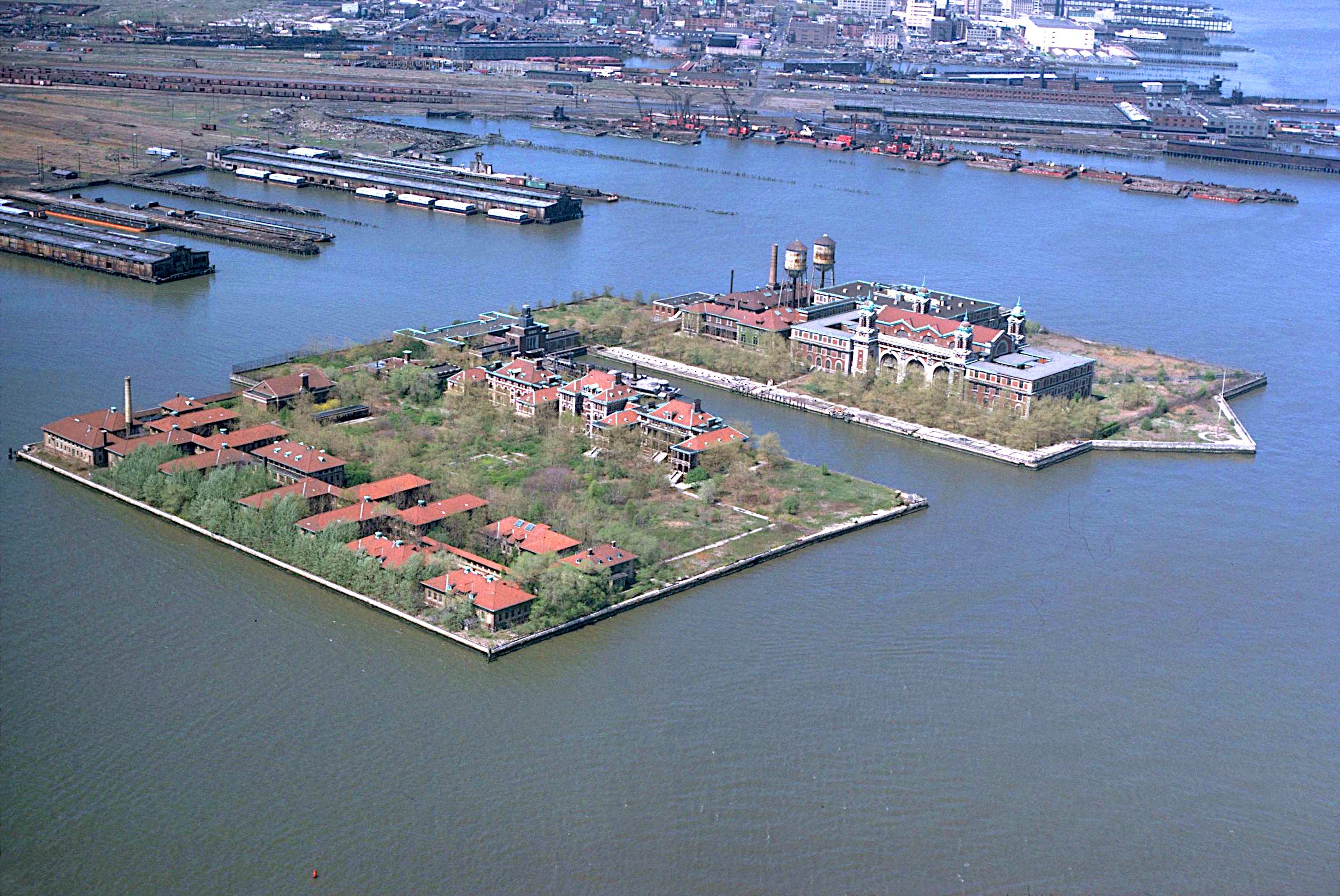
Ellis Island, isola nota per essere stata il punto di sbarco degli immigrati che arrivavano negli Stati Uniti.
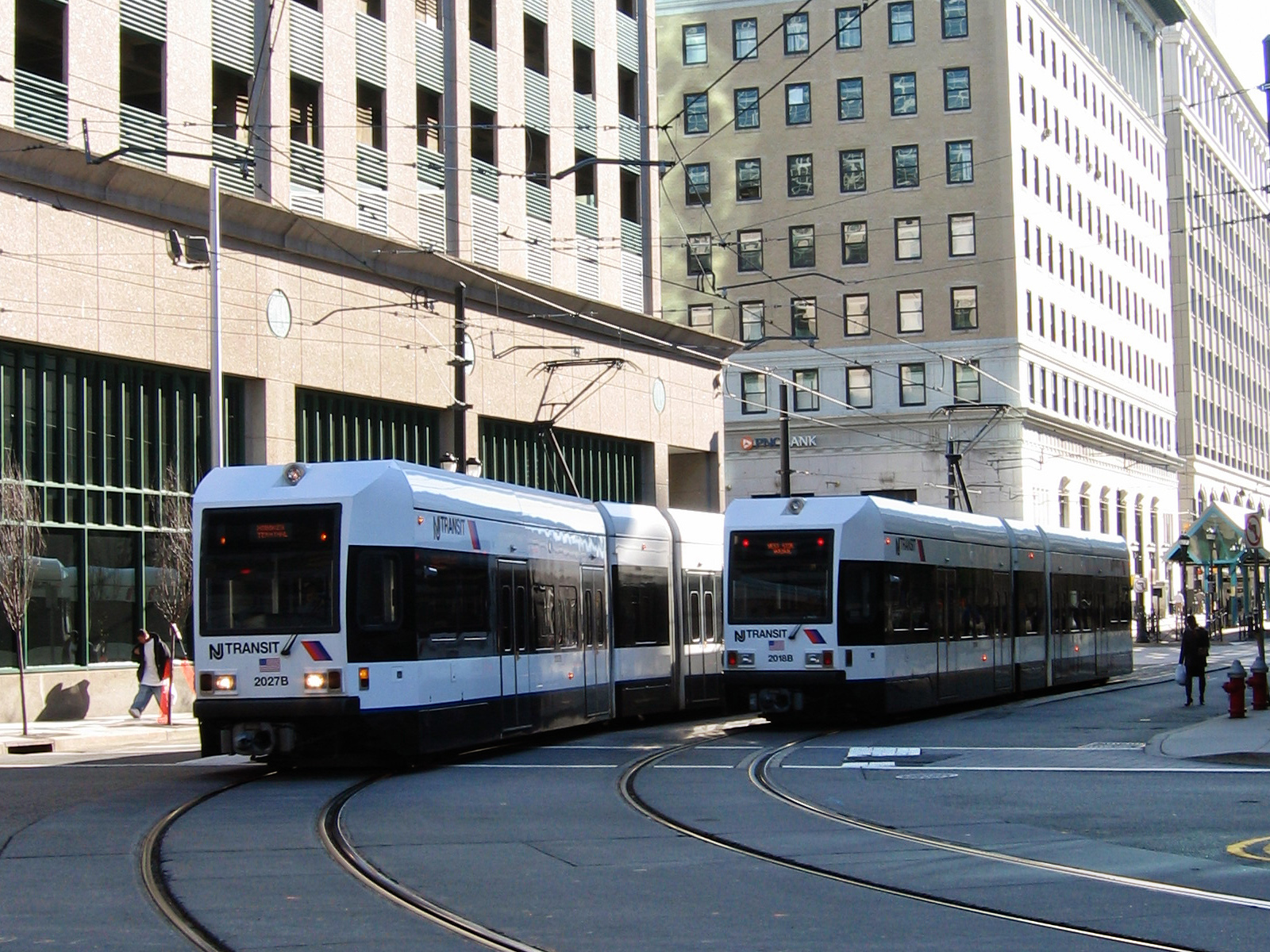
Due tram della tranvia Hudson-Bergen.
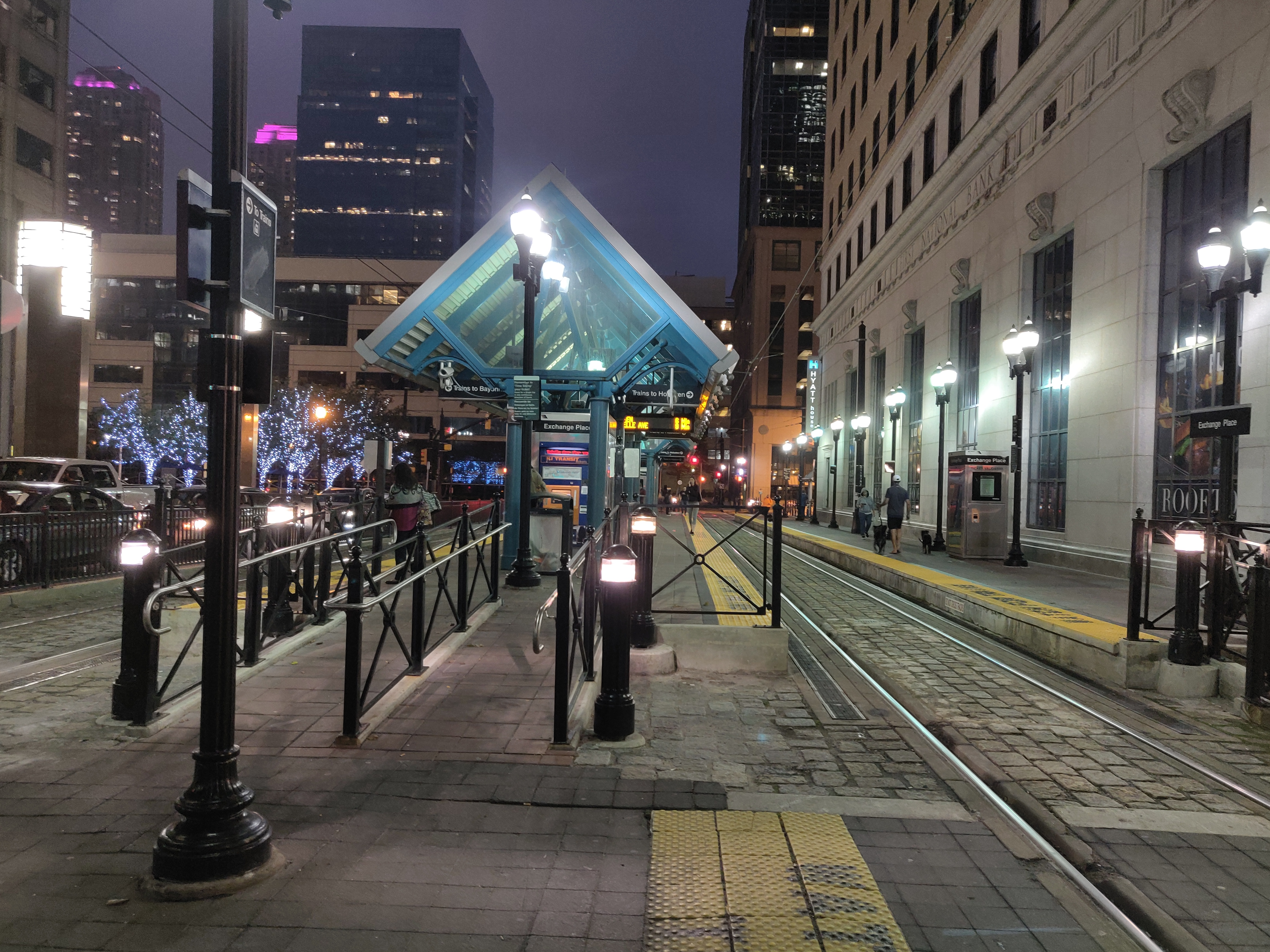
Centro città di Jersey City di notte, presso la stazione "Exchange Place" della tranvia Hudson-Bergen.
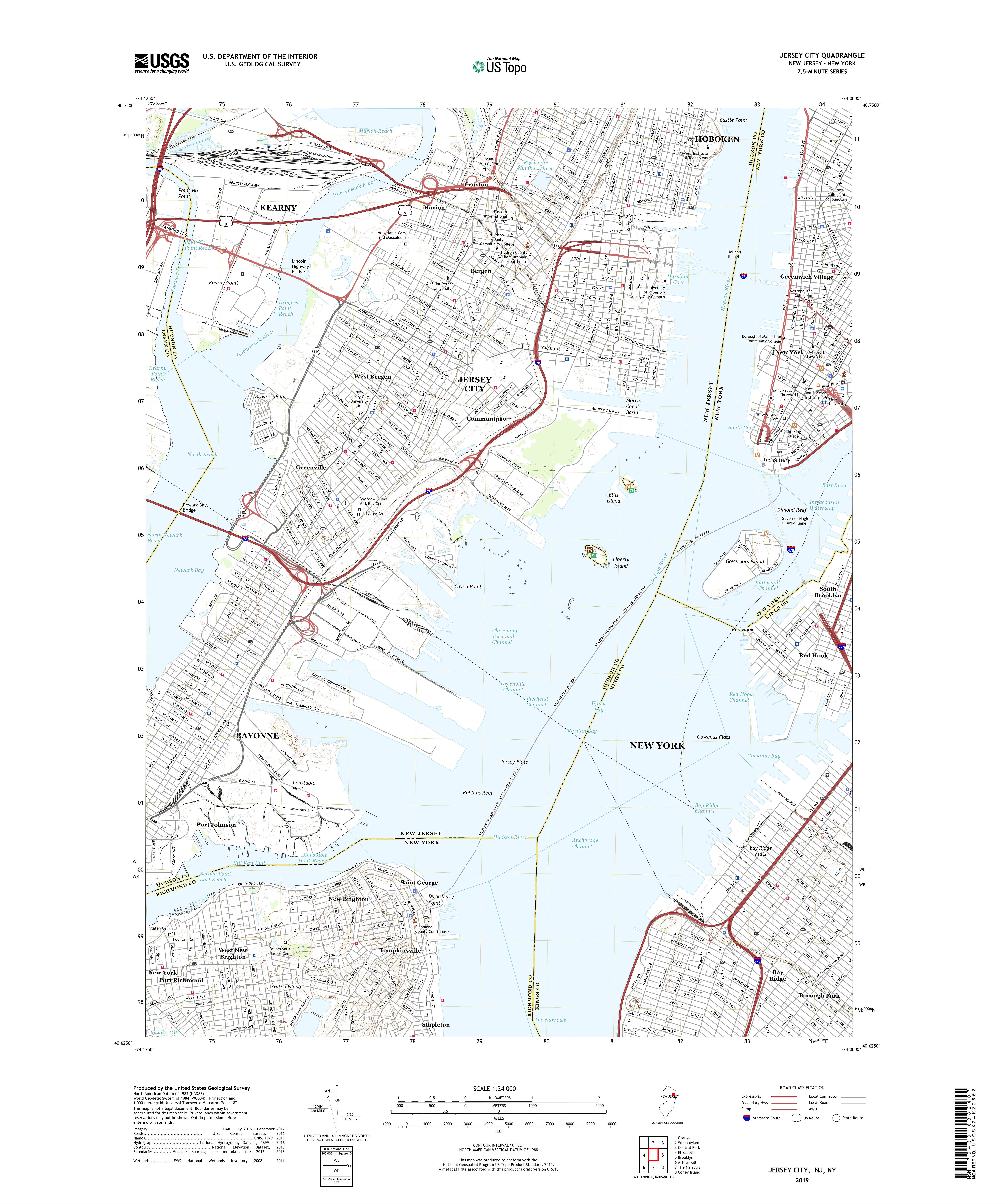
Mappa dell'area di Jersey City al 2019.

## Infrastrutture e trasporti
La città è servita da numerose linee del servizio ferroviario suburbano NJTR, dalla metropolitana regionale PATH e dalla tranvia Hudson-Bergen.

## Amministrazione

### Gemellaggi
- Ahmedabad, dal 1994
- Nantong, dal 1994
- Ozamiz, dal 1994
- Gerusalemme, dal 1997
- Vitória, dal 1997
- Oviedo, dal 1998[3]
- Cusco, dal 1998
- Sant'Arsenio, dal 1999
- Calcutta, dal 2001
- Saint John's, dal 2002
- San Martín del Rey Aurelio, dal 2004
- Rosario, dal 2008